# Quechee, Vermont
Quechee, Vermont (енгл. Quechee) насељено је место без административног статуса у америчкој савезној држави Вермонт.

## Демографија
По попису из 2010. године број становника је 656.
| Група             | 2000.    | 2010.       |
| Белци             | 0 (0,0%) | 621 (94,7%) |
| Афроамериканци    | 0 (0,0%) | 16 (2,4%)   |
| Азијати           | 0 (0,0%) | 5 (0,8%)    |
| Хиспаноамериканци | 0 (0,0%) | 7 (1,1%)    |
| Укупно            | 0        | 656         |